# Stationers’ Register
Stationers’ Register (dosł. rejestr wydawców) – księga rejestrowa prowadzona przez Cech Drukarzy, Introligatorów, Księgarzy i Wydawców w Londynie. Był to cech rzemieślniczy, który w 1557 roku otrzymał królewski przywilej regulujący działalność zawodów związanych z przemysłem wydawniczym w Anglii, w tym drukarzy, introligatorów, księgarzy i wydawców. Na mocy tego przywileju cech miał prawo do konfiskaty nielegalnych edycji opublikowanych dzieł, zakazywania publikacji książek bez licencji oraz umożliwienia wydawcom rejestracji praw do publikacji konkretnych utworów drukowanych w rejestrze, co stanowiło wczesną formę prawa autorskiego.
Dla badań nad literaturą angielską późnego XVI i XVII wieku (obejmujących epoki elżbietańską, jakobicką i karolińską), a szczególnie dla angielskiego renesansu teatralnego, Rejestr Stationers jest kluczowym i niezastąpionym źródłem informacji. Dostarcza on faktów i danych, które nie są dostępne nigdzie indziej. Wraz z zapisami Mistrza Widowisk (dotyczącymi występów teatralnych, a nie publikacji), Rejestr Stationers zapewnia wiele pewnych informacji, jakie badacze posiadają na temat dzieł Willama Szekspira, Bena Jonsona oraz ich poprzedników, współczesnych i następców Jest również nieocenionym źródłem informacji o publikacjach efemerycznych, takich jak popularne ballady uliczne, z których nie zachowały się żadne drukowane egzemplarze.
Za opłatą od czterech do sześciu pensów księgarz mógł zarejestrować swoje prawo do publikacji danego dzieła. Jeden z przykładów: Rejestr Stationers ujawnia, że 26 listopada 1607 roku księgarze John Busby i Nathaniel Butter zgłosili prawo do druku „Książki pod tytułem Pan William Shakespeare, jego historia króla Leara, jak była odgrywana przed królewską mością w Whitehall w noc św. Szczepana podczas ostatnich świąt Bożego Narodzenia przez sługi jego królewskiej mości występujące zwykle w Globe na South Bank.” (Zapłacili za to sześć pensów).